# الخصوف
الخصوف، أحد المواقع الأثرية في منطقة جازان جنوب المملكة العربية السعودية.

## التاريخ
مدينة الخصوف من أقدم المدن الاثرية في تاريخ جزيرة العرب. تقع المدينة الأثرية على طريق مصنع الاسمنت في أحد المسارحة على وادي خلب، وقد أوردها المؤرخ الهمداني في كتابه صفة جزيرة العرب مع أشهر مدن جنوب الجزيرة قائلاً:«وعرض الخصوف مدينة حكم مثل عرض صعدة، وطولها من الشرق 29، وقال في صفة الجزيرة أيضاً: ثم وادي خلب وهو الذي يشرع على جانبه مدينة الخصوف».

## الوصف
الخصوف بفتح الخاء المعجمة وبالصاد المهملة. مدينة تاريخية قديمة٬ وقاعدة مخلاف حكم٬ إلى منتصف القرن الرابع، ويأتي ذكرها ضمن الحواضر الرئيسة في جنوب الجزيرة العربية٬ مثل: مدينة عثر٬ ومدينة صنعاء٬ ومدينة جرش. ينتشر على سطح التل الذي تقع عليه كثير من كسر الآجر الأحمر والفخار.

## انظر ايضاً
- جازان
- أبو دنقور

## وصلات خارجية
- سوقها الشعبي علامة بارزة في تاريخ جازان.